# Quadrumviros

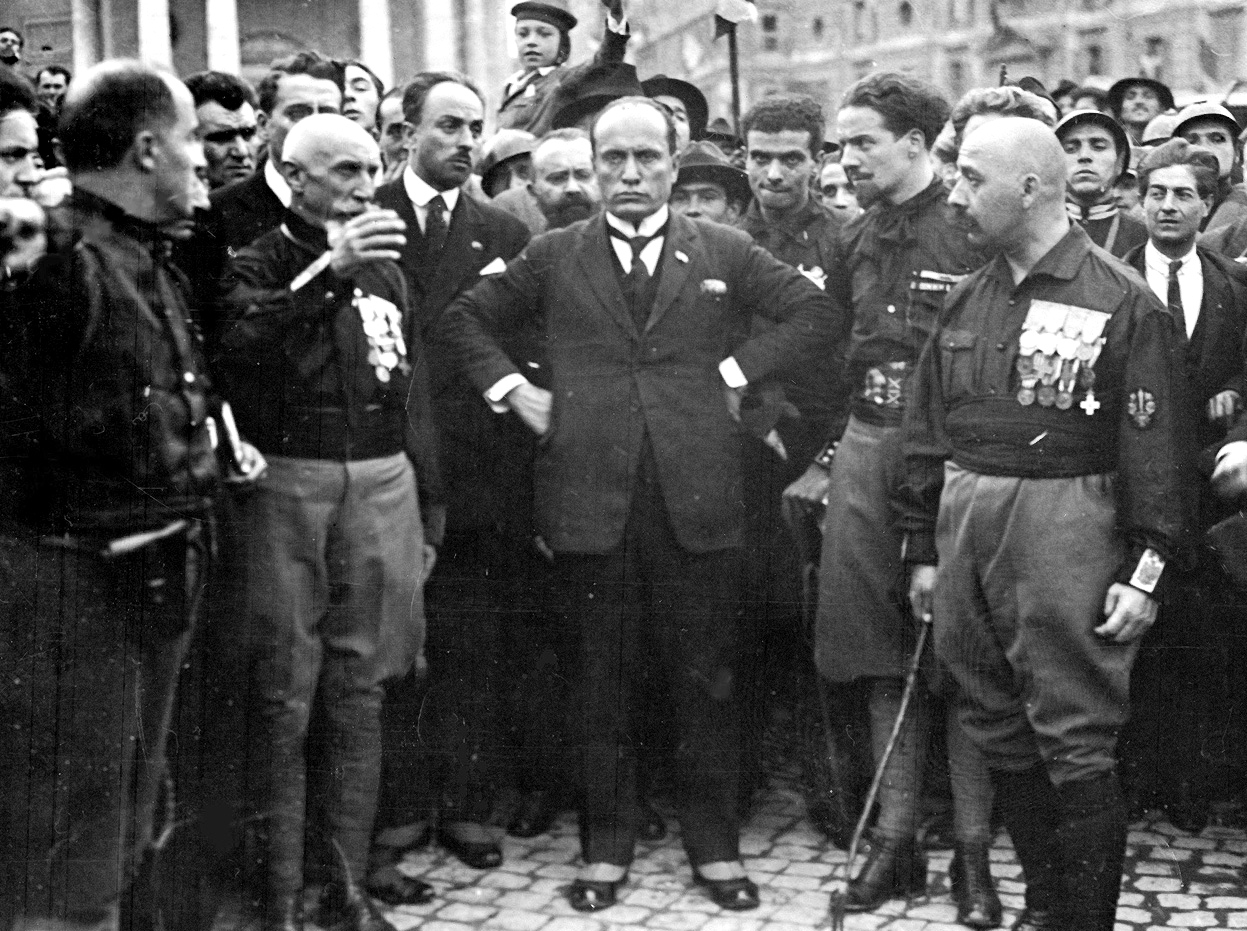
Benito Mussolini en el congreso fascista de Nápoles. Junto a él estaban algunos de los cuadrumviros: desde la izquierda, Emilio De Bono, Italo Balbo y Cesare Maria De Vecchi.

Los quadrumviros fueron un grupo de cuatro líderes que dirigieron la  Marcha sobre Roma  de Benito Mussolini en octubre de 1922. Estuvieron activamente implicados en el Partido Nacional Fascista durante muchos años, dirigiendo la dictadura.

## Miembros
Estos cuatro hombres dirigían a los fascistas de su tiempo. Eran:
- Michele Bianchi, un líder sindical revolucionario.
- Emilio De Bono, un general que había luchado en la Primera Guerra Mundial.
- Cesare María de Vecchi, un miembro de la Cámara de los Diputados, y administrador colonial.
- Italo Balbo, líder de los Camisas Negras y de la organización fascista de Ferrara.